# گاربانیا
گاربانیا (به ایتالیایی: Garbagna) یک کومونه در ایتالیا است که در استان آلساندریا واقع شده‌است.

## خصوصیات
گاربانیا ۲۰٫۷ کیلومترمربع مساحت و ۷۱۹ نفر جمعیت دارد و ۲۹۳ متر بالاتر از سطح دریا واقع شده‌است.

## نگارخانه

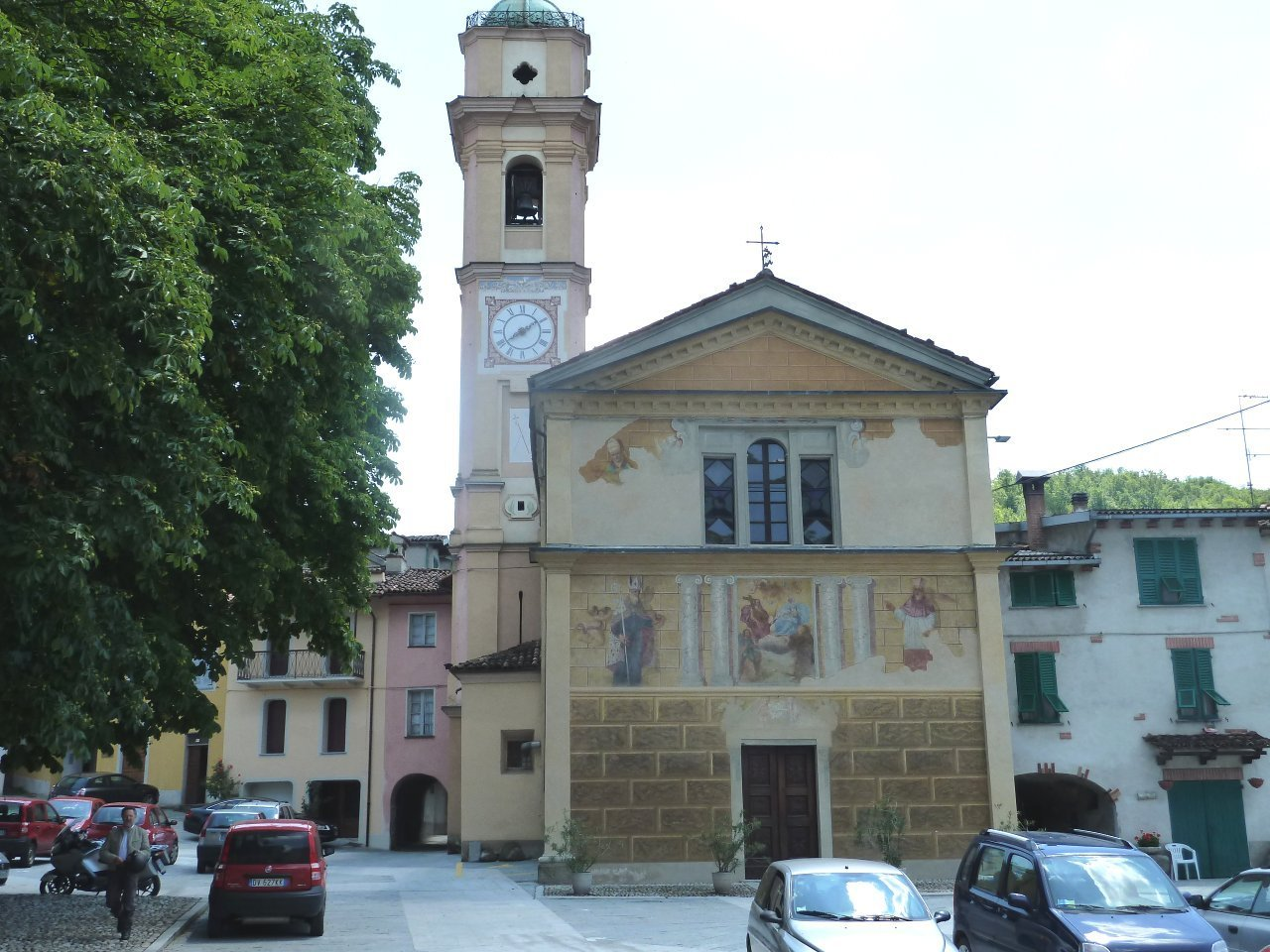
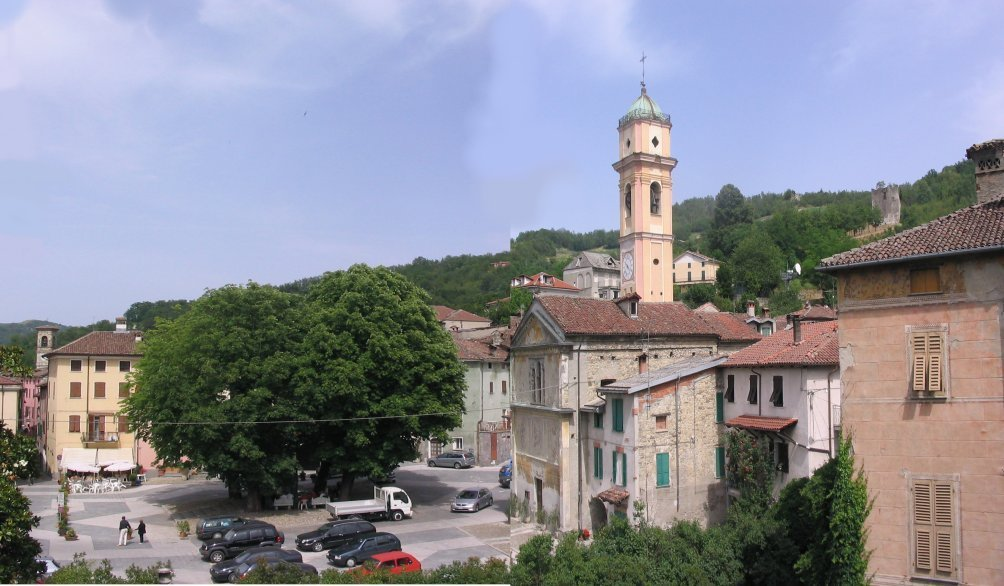
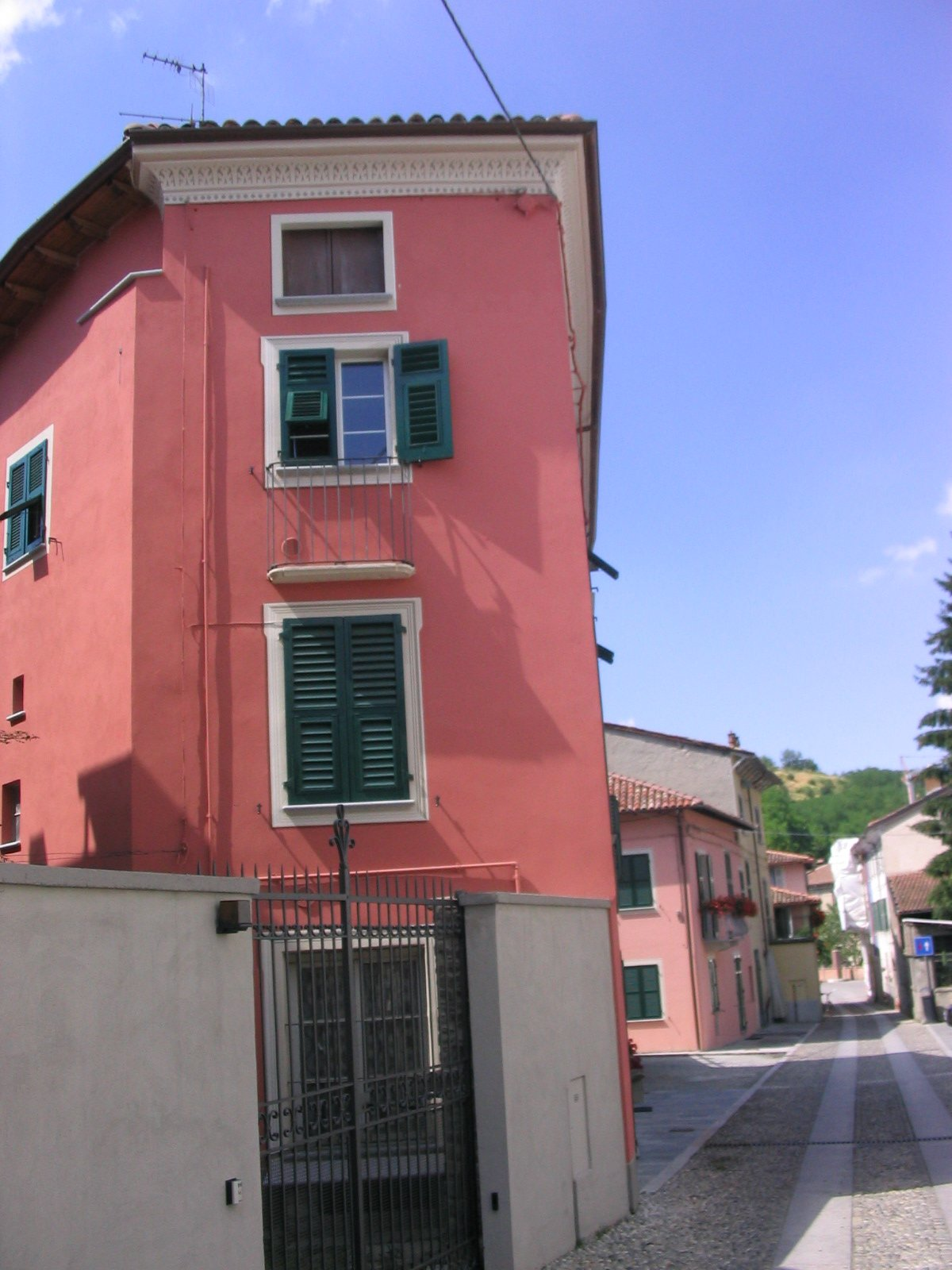